# Набока Олександр Вікторович
Олекса́ндр Ві́кторович Набо́ка — доктор історичних наук; професор, краєзнавець.

## З життєпису
2006 — кандидат історичних наук (всесвітня історія); Східноукраїнський національний університет імені Володимира Даля.
Завідувач кафедри історії України Луганського Національного Університет ім. Тараса Шевченка. Співавтор книги «Нариси історії Луганщини»; член правління Обласного відділення Товариства краєзнавців України.
Вимушений був з родиною покинути свою домівку у 2014 році. Нове пристанище знайшли у Старобільську. Доклав чимало зусиль до розвитку історії та краєзнавства на Старобільщини. Жив у гуртожитку, разом із сім'ями інших викладачів. після окупації Луганська у 2014 році. Переїхав разом з навчальним закладом.
Через повномасштабне вторгнення його родина вдруге почала своє життя з початку. Цього разу зупинилися у Закарпатті.
2017 — доктор історичних наук; спеціалізація «всесвітня історія».
веде ютуб-канал «Кохве прохвесора», який зосереджений на дослідженні сучасних національних рухів на пострадянському просторі
У 2022 брав участь в II Форум Вільних Народів Постросії

## Творчість
Автор понад 70 наукових статей.
Серед робіт:
- «Політика США в Східній Азії в 30–70-х рр. ХІХ ст.» (докторська дисертація)